# 바당 (축구인)
오즈와우두 푸메이루 아우바레스(포르투갈어: Oswaldo Fumeiro Alvarez, 1956년 8월 21일 ~ 2020년 5월 25일)는 바당(포르투갈어: Vadão)이라는 이름으로 알려져 있는 브라질의 축구 감독이다. 아틀레치쿠 파라나엔시(1999년 ~ 2000년, 2003년, 2006년), 상파울루(2001년 ~ 2002년), 도쿄 베르디(2005년), 브라질 여자 축구 국가대표팀(2014년 ~ 2016년, 2017년 ~ 2019년)의 감독을 역임했다.